# Jonas Wenström
Jonas Wenström (Hällefors, 4 agosto 1855 – Västerås, 22 dicembre 1893) è stato un ingegnere e inventore svedese.

## Biografia
Ha studiato ingegneria elettrotecnica presso le Università di Uppsala e di Oslo. Dopo approfonditi studi umanistici e scientifici e numerosi viaggi in Europa e negli Stati Uniti, ha lavorato, tra l'altro, sulla dinamo e sui separatori elettrici di minerali di ferro.
Suo fratello Göran (Georg) Wenström (4 giugno 1857 - 25 febbraio 1927) aveva fondato la società Wenströms & Granströms Elektriska Kraftbolag nel 1889. Nel 1890 si fuse con la società Ludwig Fredholms Elektriska Aktiebolaget per formare la società Allmänna Svenska Elektriska Aktiebolaget (ASEA) a Västerås.
Nel 1890 Jonas Wenström depositò un brevetto svedese per un generatore di corrente trifase che era stato sviluppato indipendentemente da Michail Dolivo-Dobrovol'skij. Il brevetto contribuì alla costituzione della società ASEA.
Sull'invenzione della lampadina Wenström scrisse: "La nuova invenzione di Edison di una lampadina elettrica tramite un filamento di carbone è la stessa cosa che avevo scoperto un anno prima ... Se avessi avuto il suo laboratorio e le sue risorse avrei fatto di meglio ... una striscia di grafite tra due piastre di mica produce una luce più efficace di quella di Edison."